# Bundesrealgymnasium Wels Wallererstraße

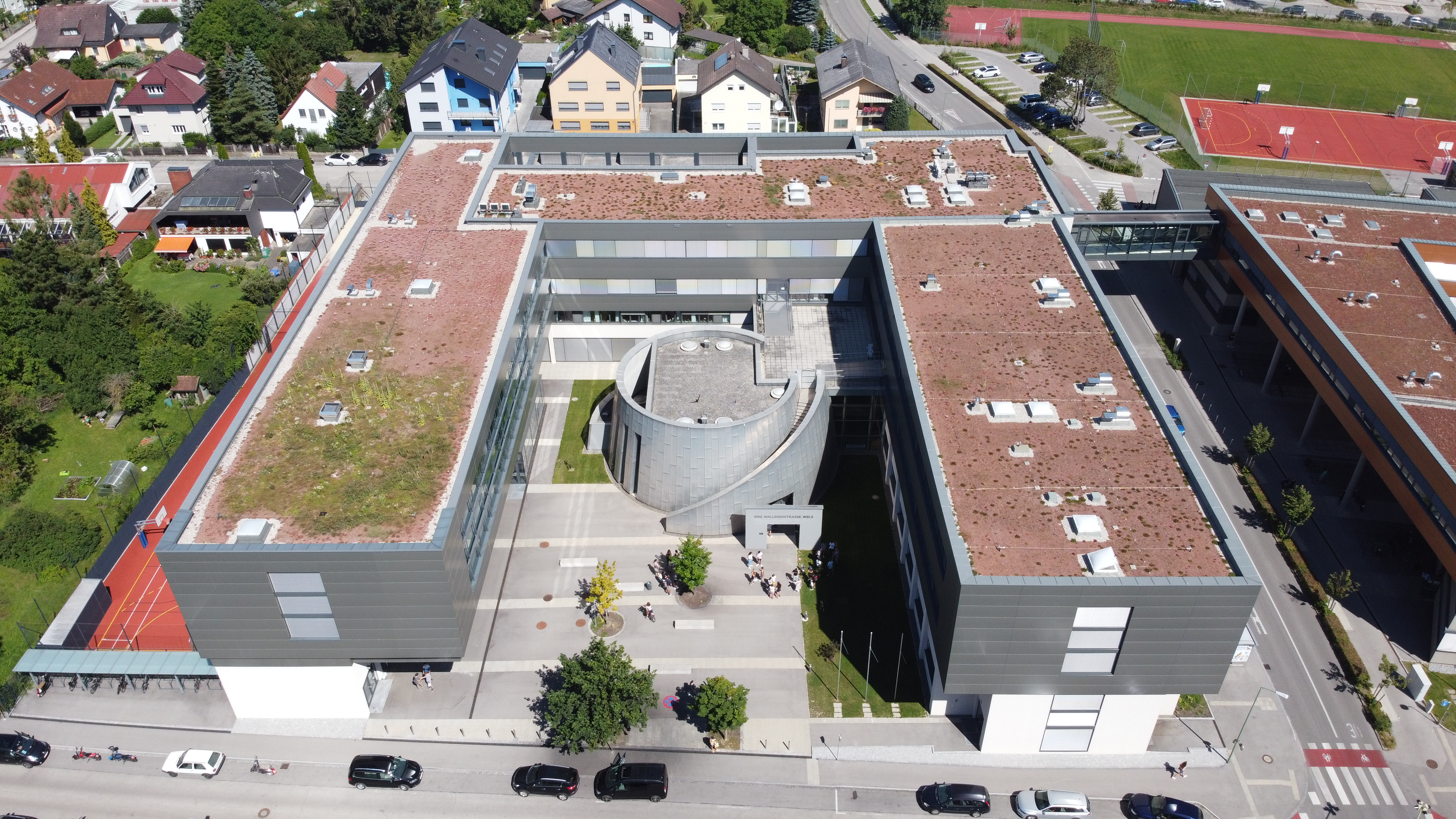
Die Schule aus der Vogelperspektive

Das Bundesrealgymnasium Wels Wallererstraße (BRG Wels Wallererstraße; Wallerergymnasium) ist ein Realgymnasium mit Sportschwerpunkt in der oberösterreichischen Stadt Wels. Es wurde 1972 als Anbau an das Gymnasium Brucknerstraße erbaut.

## Geschichte
Aufgrund der rasant steigenden Geburtenrate begann gegen Ende der 1960er-Jahre der Bau des BG/BRG Brucknerstraße, jedoch war im Vorhinein klar, die geplanten Räumlichkeiten wären nicht ausreichend für die Anzahl an Kindern. Unter dem Vorsitz des Amtsführenden Präsidenten des Landesschulrates für Oberösterreich, Karl Maier, wurde eine Besprechung zur Lösung der Raumnot des BG/BRG Brucknerstraße durchgeführt. Man entschied, ein Grundstück in der Wallerer Straße im Ausmaß von 3026 m² sollte zur Verfügung gestellt werden. Bereits damals wurde darauf hingewiesen, dies sei zu wenig platz. Der Bau der Einrichtung begann am 24. April 1972, wobei der ursprüngliche Zweck in der Übersiedelung der Klassen der 5. und 6. Schulstufe der Nachbarschule, dem BG/BRG Brucknerstraße, in den neu errichteten Gebäudeteil bestand. Der Beschluss, als eigenständige Schule zu fungieren wurde 5 Jahre später gefasst, da die Schüleranzahl zu hoch wurde. Das Gebäude wurde am 9. Jänner 1973 bezogen und der Rasenplatz angelegt, jedoch trat ein mehrjähriger, starker Lehrermangel auf. Zuvor startete man im Schuljahr 1970/71 einen Versuch eines „Naturwissenschaftlichen Gymnasiums mit leibeserziehelicher Sonderform“, was schlussendlich übernommen wurde. Ebenfalls wurden von 1982 bis 1983 eigene Sportplätze und eine Turnhalle konstruiert. Daraufhin begann man im November 1991 mit der Errichtung eines Zubaus. Im Folgejahr entschied man, das Nachbargrundstück anzukaufen und als Sportplatz zu nutzen. 1994 Schloss man den Bau der Erweiterung ab. Zehn Jahre später wurde der Computerunterstützte Unterricht, vorerst für die ersten Klassen, eingeführt. In der Zeit von 2016 bis 2018 erfolgte sowohl ein Umbau der bestehenden Trakte, als auch ein Zubau mit neuem Turnsaal und einem Übergang zur Nachbarschule, dem BG/BRG Brucknerstraße.

## Sportzweig
Als einen der beiden Zweige der Bildungsanstalt bringt der Sportzweig mit 7–8 Sportstunden pro Woche die tägliche Turnstunde in den Schulalltag der Schülerinnen und Schüler. Ein besonderer Fokus liegt im ganzjährigen Schwimmen, im Konditions- und Ausdauertraining, im Ballspielen, den Großteil des Sportunterrichts bilden jedoch Geräteturnen und Leichtathletik. Aufgrund des Ausdauertrainings sind die Schüler der Sportklassen verpflichtet, am jährlichen Crosslauf teilzunehmen, bei welchem je nach Schulstufe 1–5 km in einer gewissen Zeit zu laufen sind. Durch die intensive Auseinandersetzung mit jeglichen Sportarten, ermöglicht es herausragenden Klassen immer wieder, an Bezirks-, Landes-, aber auch Bundes- und sogar internationalen Wettkämpfen teilzunehmen. Des Weiteren findet in jeder Klassenstufe außer der letzten eine Sportwoche, entweder im Sommer oder im Winter, statt. Ab der Oberstufe wird Sportkunde als Pflicht- und Schularbeitenfach unterrichtet, wobei hier das elementare Ziel besteht, vertiefendes Wissen in vielen Bereichen der Sportwissenschaften zu erlangen, wie zum Beispiel Trainingslehre, Anatomie, Ernährung oder Doping. In einem fächerübergreifenden Rahmen zwischen praktischem Sportunterricht und Sportkunde wird der polysportive Übungsleiter absolviert, welcher zur Abhaltung von allgemeinen Sportvereinstraining befähigt.

## Realzweig
Der Realzweig existiert mit dem Ziel, Schüler mit naturwissenschaftlichen Interessen aufzunehmen. Ein besonderer Fokus liegt hier auf Fächern wie „Naturwissenschaften“, „Physik“, „Biologie und Umweltkunde“, „Mathematik“ und „Chemie“. Um ein naturwissenschaftliches Gesamtbild zu entwickeln, liegt hierbei ein fächerübergreifender Fokus auf verschiedenen Themen, wie Ernährung, Medizin, Bewegung und Technik, was mit vielen Exkursen und Besuchen in renommierten österreichischen Forschungsstätten untermalt wird. In den Fächern „Physik“ und „BIU“ werden des Weiteren ab der 11. Schulstufe mehrstündige Schularbeiten abgehalten. Zudem gibt es, ähnlich wie in den Sportklassen, mehrtägige Ausflüge wie die Meeresbiologische Woche.

## Schwerpunkte
Der Fokus der Schule liegt auf vier zentralen Punkten:
Begabungs- und Exzellenten Förderungen
Die Begabungs- und Exzellenten Förderung wird für Schüler mit besonderen Talenten angeboten. Sie werden mit Talentförderkursen und Enrichmentangeboten unterstützt und gefördert, wobei sie unter anderem das Angebot verschiedener Sommerakademien und Workshops an Fachhochschulen bekommen. Es stehen ausgebildete Fachkräfte für Eltern und Schüler zur Verfügung.
eEducation
Die E-Education Austria ist eine Initiative des Bildungsministeriums, sie wird fächerübergreifend in den Unterricht mit einbezogen. Die Ziele sind unter anderem ein kritischer, weitsichtiger und guter Umgang mit neuen Medien, doch auch der Einsatz innovativer Lernmethoden oder die Teilnahme an virtuellen Fortbildungen liegen im Zielbereich. Die Schule ist zudem mit mehreren EDV-Unterrichtsräumen, einer vollständig digitalen Kommunikations- und Informationsplattform mit automatischem Zugang für neue Schüler und einem flächendeckenden W-LAN ausgestattet. Durch all dies wird dem BRG Wallererstraße jährlich der Expertenstatus der eEducation verliehen.
UNESCO
Das BRG Wels Wallererstraße gehört seit 2005 zu dem Schulnetzwerk der UNESCO-Schulen in Österreich. Dies soll die Schüler Demokratiebewusstsein und Toleranz lehren. Kontakte mit Schulen im Ausland sind verpflichtend.
EU-Projekte
EU-Projekte sind unter anderem die Teilnahme am Erasmus-Programm (Schüleraustausch) und Lehrerfortbildungen im Ausland.

## Leitung
- provisorische Leitung nach der Teilung bis 1979: Alfred Panhofer
- Von 1979 bis 1991: Herbert Luger
- zwischenzeitliche Leitung: Herbert Radlberger
- von 1992 bis 2010: Leo Ludick
- seit 2010: Karin Schachner